# Kasztelania czernihowska
Kasztelania czernihowska – kasztelania mieszcząca się niegdyś w województwie czernihowskim, z siedzibą (kasztelem) w Czernihowie.

## Kasztelanowie czernihowscy
| Monarcha                                                 | Wojewoda | #  | Kasztelan                                                                                      | Portret | Herb | Lata sprawowania urzędu                                                 | Lata życia                                      |
| -------------------------------------------------------- | --- | -- | ---------------------------------------------------------------------------------------------- | ------- | ---- | ----------------------------------------------------------------------- | ----------------------------------------------- |
| Władysław IV Waza                                        | Marcin Kalinowski | 1  | Mikołaj Kossakowski Mikołaj Kossakowski h. Śleopowron                                          |         |      | przed 11 lutego 1635 - 1638/przed 5 października 1639                   | zm. przed 5 października 1639                   |
| Władysław IV Waza                                        | Marcin Kalinowski | 2  | Adam Kisiel Adam Kisiel h. własnego Namiot                                                     |         |      | 1 grudnia 1639 - 5 lutego 1646                                          | 1600 - 3 maja 1653, Brześć Litewski             |
| Władysław IV Waza/ Jan II Kazimierz Waza                 | Marcin Kalinowski | 3  | Jan Odrzywolski Jan Odrzywolski h. Nałęcz                                                      |         |      | po 4 lutego 1646 - 3 czerwca 1652                                       | zm. 3 czerwca 1652, Batoh k. Czetwertynywki     |
| Władysław IV Waza/ Jan II Kazimierz Waza                 | Marcin Kalinowski | 3~ | Piotr Miączyński Piotr Miączyński h. Suchekomnaty                                              |         |      | 1648?                                                                   |                                                 |
| Jan II Kazimierz Waza/ Michał Korybut Wiśniowiecki       | Krzysztof Tyszkiewicz Łohojski/ Stanisław Kazimierz Bieniewski                                                                                 | 4  | Zdzisław Zamoyski Zdzisław Zamoyski h. Jelita                                                  |         |      | 10 września 1653 - 19 sierpnia 1670/przed 5 grudnia 1670                | po 1591 - przed 5 grudnia 1670                  |
| Michał Korybut Wiśniowiecki/ Jan III Sobieski            | Stanisław Kazimierz Bieniewski | 5  | Gabriel Silnicki Gabriel Silnicki h. Jelita                                                    |         |      | 5 grudnia 1670 - 3 marca 1676                                           | zm. w 1681                                      |
| Jan III Sobieski                                         | Stanisław Kazimierz Bieniewski | 5~ | Mikołaj Chłopicki Mikołaj Chłopicki h. Nieczuja                                                |         |      | 1676?                                                                   |                                                 |
| Jan III Sobieski                                         | Stanisław Kazimierz Bieniewski/ Mariusz Stanisław Jaskólski                                                                                    | 6  | Stanisław Antoni Karol Fredro Stanisław Antoni Karol Fredro h. Bończa                          |         |      | 3 marca 1676 /21 maja 1681 - 1681                                       | zm. w 1681                                      |
| Jan III Sobieski/ August II Mocny/ Stanisław Leszczyński | Otto Fryderyk Felkerzamb/ Franciszek Jan Załuski                                                                                               | 7  | Jan Proski Jan Proski h. Samson                                                                |         |      | 23 sierpnia 1687 - 16 czerwca 1699/przed 17 maja 1708                   | zm. przed 17 maja 1708                          |
| Stanisław Leszczyński/ August II Mocny                   | Franciszek Jan Załuski | 8  | Karol Aleksander Krasicki Karol Aleksander Krasicki h. Rogala                                  |         |      | 17 maja 1708 - 27 października 1709                                     | zm. w 1717                                      |
| Stanisław Leszczyński/ August II Mocny                   | Franciszek Jan Załuski | 9  | Jan Drohojowski Jan Drohojowski h. Korczak                                                     |         |      | 1708/1709 - 7 sierpnia 1716/pomiędzy 28 kwietnia a 20 października 1716 | zm. pomiędzy 28 kwietnia a 20 października 1716 |
| August II Mocny/ Stanisław Leszczyński/ August III Sas   | Mikołaj Franciszek Krosnowski/ Piotr Jan Potocki/ Józef Lubomirski/ Józef Remigian Potulicki/ Jakub Florian Narzymski/ Piotr Michał Miączyński | 10 | Franciszek Gojski Franciszek Gojski, Gozdzki h. Doliwa                                         |         |      | 11 grudnia 1716 - 1736/przed 20 maja 1742                               | zm. przed 20 maja 1742                          |
| August III Sas                                           | Piotr Michał Miączyński | 11 | Wojciech Mikołaj Woroniecki Albert (Wojciech) Mikołaj Korybut Woroniecki h. własnego (Korybut) |         |      | 20 maja 1742 - 20 grudnia 1747                                          | zm. 20 grudnia 1747, Dziembowo                  |
| August III Sas/ Stanisław August Poniatowski             | Piotr Michał Miączyński | 12 | Józef Cieszkowski Józef Cieszkowski h. Dołęga                                                  |         |      | 9 czerwca 1748 - przed 20 września 1765                                 |                                                 |
| Stanisław August Poniatowski                             | Piotr Michał Miączyński/ Franciszek Antoni Ledóchowski/ Ludwik Wilga                                                                           | 13 | Ludwik Bożydar Podhorodeński Ludwik Bożydar (Józef) Podhorodeński, Podhordyński h. Korczak     |         |      | 20 września 1765 - 1784/przed 24 lutego 1785                            |                                                 |
| Stanisław August Poniatowski                             | Ludwik Wilga | 14 | Janusz Tomasz Czetwertyński-Świętopełk Janusz Tomasz Świętopełk Czetwertyński h. Pogoń Ruska   |         |      | 24 lutego 1785 - przed 21 marca 1792                                    | 1743 - 15 września 1813, Kisielin               |
| Stanisław August Poniatowski                             | Ludwik Wilga | 15 | Felicjan Czetwertyński-Świętopełk Felicjan Świętopełk Czetwertyński h. Pogoń Ruska             |         |      | 21 marca 1792 - 1795                                                    | ok. 1745 - po 1796                              |